# Museo estatal de instrumentos musicales nacionales de Kazajistán
El Museo estatal de instrumentos musicales nacionales de Kazajistán o Muzej Narodnych Muzykalnych lnstrumentov Kazachstana) es un museo de instrumentos musicales ubicado en la ciudad de Almatý, la que fuese capital del país euroasiático de Kazajistán. Fue creado en 1980. Es uno de los lugares de interés cultural de la llamada "Capital del Sur". Los instrumentos musicales kazajos han sido recogidos en el Museo desde todas las regiones de Kazajistán, así como de los países de la Comunidad de Estados independientes (CEI) y de otras partes del mundo.